# Krukowo (województwo kujawsko-pomorskie)
Krukowo – wieś w Polsce położona w województwie kujawsko-pomorskim, w powiecie włocławskim, w gminie Choceń.
Wieś królewska, położona w II połowie XVI wieku w powiecie brzeskokujawskim województwa brzeskokujawskiego. W latach 1975–1998 miejscowość administracyjnie należała do województwa włocławskiego. Według Narodowego Spisu Powszechnego (III 2011 r.) liczyła 133 mieszkańców. Jest dwudziestą co do wielkości miejscowością gminy Choceń. Na zachód od wsi znajduje się Jezioro Krukowskie.